# Вэнс, Уша
Уша Чилукури Вэнс (англ. Usha Chilukuri Vance; в девичестве — Уша Бала Чилукури англ. Usha Bala Chilukuri; род. 6 января 1986, Сан-Диего, Калифорния) — американский юрист, жена 50-го вице-президента США Джей Ди Вэнса. Вторая леди США с 20 января 2025 года.
15 июля 2024 года бывший 45-й президент США и кандидат от Республиканской партии Дональд Трамп выбрал Джей Ди Вэнса, супруга Уши, кандидатом в вице-президенты. В результате победы Трампа на выборах она стала первой цветной женщиной-американкой индийского происхождения, которая заняла пост второй леди Соединённых Штатов.

## Ранние годы и учёба
Уша Чилукури родилась и выросла в пригороде Сан-Диего, штат Калифорния, в семье говорящих на телугу индийских иммигрантов Криша и Лакшми Чилукури. Они оба — профессора. Её родители родились в индийском штате Андхра-Прадеш. Друзья детства описывали её как «лидера» и «книжного червя».
Она училась в Йельском университете, который окончила с отличием (summa cum laude), получив степень бакалавра истории и членство в Phi Beta Kappa. Затем она поступила в Кембриджский университет в Англии в качестве стипендиата Гейтса Кембриджа и получила степень магистра философии в 2010 году. В 2013 году она получила степень доктора юридических наук в Йельской школе права, где была исполнительным редактором по вопросам развития Йельского юридического журнала.
Во время учёбы в Йельской школе права Уша познакомилась со своим будущим мужем Джеем Дэвидом Вэнсом, и эти отношения поощряла их профессор Эми Чуа. В 2013 году Чилукури и Вэнс совместно организовали дискуссионную группу в Йельском университете, посвященную теме «социального упадка в белой Америке».
В 2014 году Уша была зарегистрированной сторонницей демократической партии США.

## Карьера
В 2014—2015 годах она работала помощником у тогдашнего окружного судьи округа Колумбия Бретта Кавано, а в 2017—2018 годах — у председателя Верховного суда США Джона Робертса. Она была принята в коллегию адвокатов округа Колумбия в мае 2019 года и до июля 2024 года работала в юридической фирме «Munger, Tolles & Olson LLP».
Она входила в правление Ассоциации выпускников Кембриджа Гейтса и была секретаршей правления Симфонического оркестра Цинциннати.

## Личная жизнь
Уша и Джей Ди Вэнс поженились в 2014 году в Кентукки на межконфессиональной церемонии бракосочетания. У них трое детей: Эван (2017), Вивек (2020) и Мирабель (2021). Она — практикующая индуистка, а её муж — католик.

## Благотворительность
Она является попечителем Вашингтонской национальной оперы. Ранее она входила в совет Ассоциации выпускников Гейтса-Кембриджа и была секретарём совета Симфонического оркестра Цинциннати.

## Образ Уши в искусстве
В фильме «Деревенская элегия» (2020) о жизни её мужа её сыграла актриса Фрида Пинто.